# Hayden Stoeckel
Hayden Stoeckel (* 10. August 1984 in Renmark) ist ein australischer Rückenschwimmer.

## Werdegang
Hayden Stoeckel tritt für den Norwood Swimming Club an. International startet er für Australien seit den Pan-Pazifik-Meisterschaften 2006 in Victoria. Dort schaffte er über die 200-m-Rückenstrecke den Einzug ins Finale und wurde dort Fünfter. Dem internationalen Durchbruch kam er 2007 bei den Weltmeisterschaften in Melbourne noch ein Stück näher. Zwar schied er über 50 m und 200 m schon in den Vorläufen und über 100 m Rücken im Halbfinale aus, doch gehörte er zur 4 × 100-m-Lagenstaffel, die die Goldmedaille gewann. Allerdings wurde Stoeckel nur in den Vorläufen, nicht aber im Finale eingesetzt.
Für die Strecken 100 m und 200 m Rücken konnte sich der Australier für die Olympischen Sommerspiele 2008 in Peking qualifizieren. Auf der kürzeren Distanz konnte Stoeckel zeitgleich mit dem Russen Arkadi Wjattschanin die Bronzemedaille hinter den US-Amerikanern Aaron Peirsol und Matt Grevers gewinnen. Auch über 200 m erreichte er das Finale und wurde Sechster. Bei den Commonwealth Games 2010 in Neu-Delhi schwamm Stoeckel über 50 m Rücken auf den zweiten Platz.